# Храм Успения Пресвятой Богородицы (Айясос)
Храм Успения Пресвятой Богородицы (греч. Ναός Κοιμήσεως της Θεοτόκου) — греческий православный храм Митилинской митрополии, расположенный в небольшом городе Айясос на острове Лесбос. Современный храм построен в 1815 году. В храме находится икона Пресвятой Богородицы, по преданию, написанная апостолом Лукой.

## История
Около 803 года в период иконоборчества, рядом с впоследствии воздвигнутым храмом, в пещере поселился иеромонах Агафон Эфесский, привёзший вместе с другими реликвиями из Иерусалима икону Пресвятой Богородицы, имеющую надпись «Матерь Божия Святой Сион» (греч. Μήτηρ Θεού Αγία Σιών). После смерти Агафона, последовавшей в 830 году, рядом с пещерой был основан монастырь.
Впоследствии было решено перенести монастырь на возвышенность, на место, где был похоронен отец Агафона и находится нынешний храм (на месте бывшего монастыря в настоящее время находится церковь «Живоносный источник» (греч. Ζωοδόχου Πηγής)). На новом месте в 1170 – 1173 годах был построен монастырский храм в честь Успения Богородицы, в который поместили привезённую Агафоном икону. Вокруг монастыря постепенно образовалось поселение, которое получило название Айясос (греч. Αγιάσος), трансформированное из надписи на иконе «Святой Сион» (греч. Αγία Σιών).
Монастырь просуществовал до 1783 году, когда храм стал приходским. В 1806 году храм пришлось снести из-за проблем с устойчивостью здания. На его месте начали строить новый храм, который сгорел 1812 году незадолго до завершения строительства, но большинство святынь храма удалось спасти. Современный храм был возведён в 1815 году и обновлён в 1977 году.
Храм представляет собой трехнефную базилику с галереей, обрамляющей здание. Иконостас храма выполнен в начале XIX века из мрамора, росписи храма были завершены в 1838 году. Здание церкви окружают гостиница, культурный центр, этнографический и церковный музей с множеством ценных реликвий. Помимо древней иконы Богородицы в храме есть много других передвижных икон, датируемых от X до XIX века.

## Айясская икона Божией Матери
В храме находится древняя икона Божией Матери, привезённая на Лесбос отцом Агафоном в начале IX века, авторство которой предание приписывает апостолу Луке. В настоящее время эта икона является одной из самых почитаемых святынь Греции. Изображение на иконе почти полностью стерлось: на ней можно лишь различить небольшую часть лика Младенца Христа. На поверхности иконы видны две тёмные полосы, но что на них изображено определить невозможно. Нижняя часть иконы закрыта красной материей, на которой помещены драгоценности и крестики, оставленные в знак благодарности за помощь и исцеление.
Непосредственно над древней иконой в иконостасе помещена её копия, созданная около 1453 года, представляющая собой выдающееся произведение византийского искусства. В этот год прихожане храма, заметив, что икона Богородицы начинает разрушаться от времени, поручили одному иконописцу сделать её точную копию, скрыв ею древнюю икону.
В 1838 году древняя икона была обнаружена внутри копии, завёрнутой в ткань, пропитанную воском, но в ужасном состоянии. Восстановление повреждённых участков было произведено русским специалистом, реставратором Византийского музея в Афинах, Василием Рахчевским.